# B.B. King in London
| 전문가 평가                   | 전문가 평가 |
| 평가 점수                     | 평가 점수   |
| 출처                          | 점수        |
| ----------------------------- | ----------- |
| Allmusic                      | [ 1 ]       |
| Christgau's Record Guide      | B           |
| MusicHound Rock               | 2/5         |
| The Rolling Stone Album Guide | [ 4 ]       |

《B.B. King in London》은 1971년 런던에서 녹음된 B.B. 킹의 열아홉 번째 스튜디오 음반이다. 그는 미국 세션 음악가들과 링고 스타, 알렉시스 코너, 릭 라이트(핑크 플로이드 멤버 아님)를 포함한 다양한 영국의 록과 알앤비 음악가들과 함께 스푸키 투스와 험블 파이, 그렉 리들리, 스티브 매리어트, 제리 셜리 등의 멤버들과 동행한다.
이 음반은 킹의 첫 번째 투어 날짜와 일치하기 위해 1971년 11월 19일 영국에서 발매되었다.
라이트와 그의 여성 동료인 프리츠는 1974년 라이트가 교통사고로 때아닌 죽음을 맞이하자 단명 블루스에 기반을 둔 밴드 선라이즈를 시작했다. 선라이즈에는 세션 블루스 기타리스트 폴 아스벨도 포함되었다. 존 레논은 일부 트랙에서 공연하겠다고 발표했지만 결국 음반에 관여하지 않았다.

## 곡 목록
| #  | 제목                    | 작사·작곡                    | 재생 시간 |
| -- | ----------------------- | ---------------------------- | --------- |
| 1. | 〈Caldonia〉            | 플리시 무어                  | 4:01      |
| 2. | 〈Blue Shadows〉        | 로이드 글렌                  | 5:11      |
| 3. | 〈Alexis' Boogie〉      | 알렉시스 코너                | 3:30      |
| 4. | 〈We Can't Agree〉      | 빌헬미나 그레이, 루이스 조던 | 4:48      |
| 5. | 〈Ghetto Woman〉        | 데이비드 클라크, B.B. 킹     | 5:15      |
| 6. | 〈Wet Hayshark (기악)〉 | 게리 라이트                  | 2:29      |
| 7. | 〈Part-Time Love〉      | 클레이 해먼드                | 3:17      |
| 8. | 〈Power of the Blues〉  | 피트 윙필드                  | 2:23      |
| 9. | 〈Ain't Nobody Home〉   | 제리 라고보이                | 3:09      |